# Don Juanmeer
Het Don Juanmeer is een  meer in Antarctica, in een van de Droge Valleien van McMurdo. Met een zoutgehalte van boven de 40% is het Don Juanmeer het zoutste meer ter wereld.
Het meer werd ontdekt in 1961 en is vernoemd naar twee helikopterpiloten, Don Roe en John Hickey. Zij bestuurden de helikopter die als eerste het meer onderzocht.